# La carroza de plomo candente
La carroza de plomo candente és una obra de teatre escrita per Francisco Nieva el 1969 i estrenada el 1976. Segons escriu el propi Nieva, fou escrita l'estiu del 1969 juntament amb El combate de Ópalos y Tasia a Roma inspirat en objectes de bruixeria que va trobar a l'habitació on hi era, i amb clara influència d'Antonin Artaud i Filippo Tommaso Marinetti. No fou estrenada fins al 27 d'abril de 1976 al Teatro Fígaro de Madrid sota la direcció de José Luis Alonso de Santos i amb un repartiment format, entre d'altres, per Laly Soldevila, José María Prada, Rosa Valenty, Valeriano Andrés i Pilar Bardem.

## Argument
Frasquito anuncia enmig de sorprenents efectes lluminosos a Luis III (un individu asexuat) que el seu pare ha mort i que passarà a ser el nou rei. Alhora, però, basant-se en els pronòstics dels almanacs, anuncia l'hecatombe i l'apocalipsi i que ha de deixar embarassada la reina i tenir un hereu. Alhora, el Pare Camaleón insisteix en la mort del rei pare i li adverteix de possibles guerres carlines, raó per la qual li demana que fortifiqui la Inquisició i es posi de part de Déu. Després apareix la Garrafona amb la cabra Liliana i el torero Saturno, que proposen un ritual perquè el rei tingui descendència. La cabra es transforma en la Venus Calipigia, però la cerimònia es desemboca i finalment el rei queda embarassat de Saturno.

## Repartiment
- Laly Soldevila - Luis III
- Rosa Valenty - Venus Calipigia
- José María Prada
- Valeriano Andrés
- Pilar Bardem

## Premis
Laly Soldevila va obtenir el Fotogramas de Plata a la millor labor teatral de 1976.